# Archetypus fulvipennis
Archetypus fulvipennis är en skalbaggsart som först beskrevs av Francis Polkinghorne Pascoe 1859.  Archetypus fulvipennis ingår i släktet Archetypus och familjen långhorningar. Inga underarter finns listade.